# Villa Bestgen

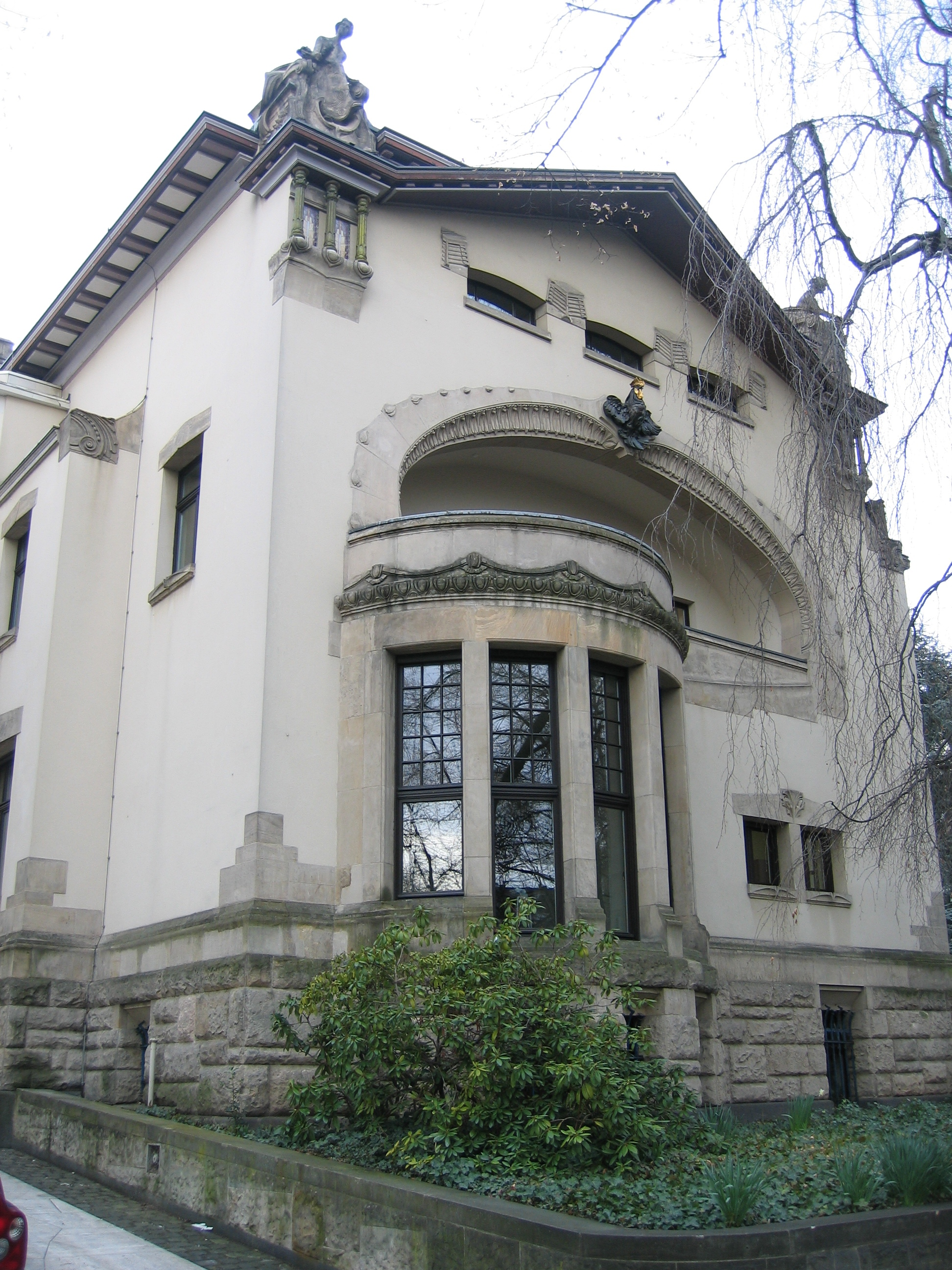
Villa Bestgen

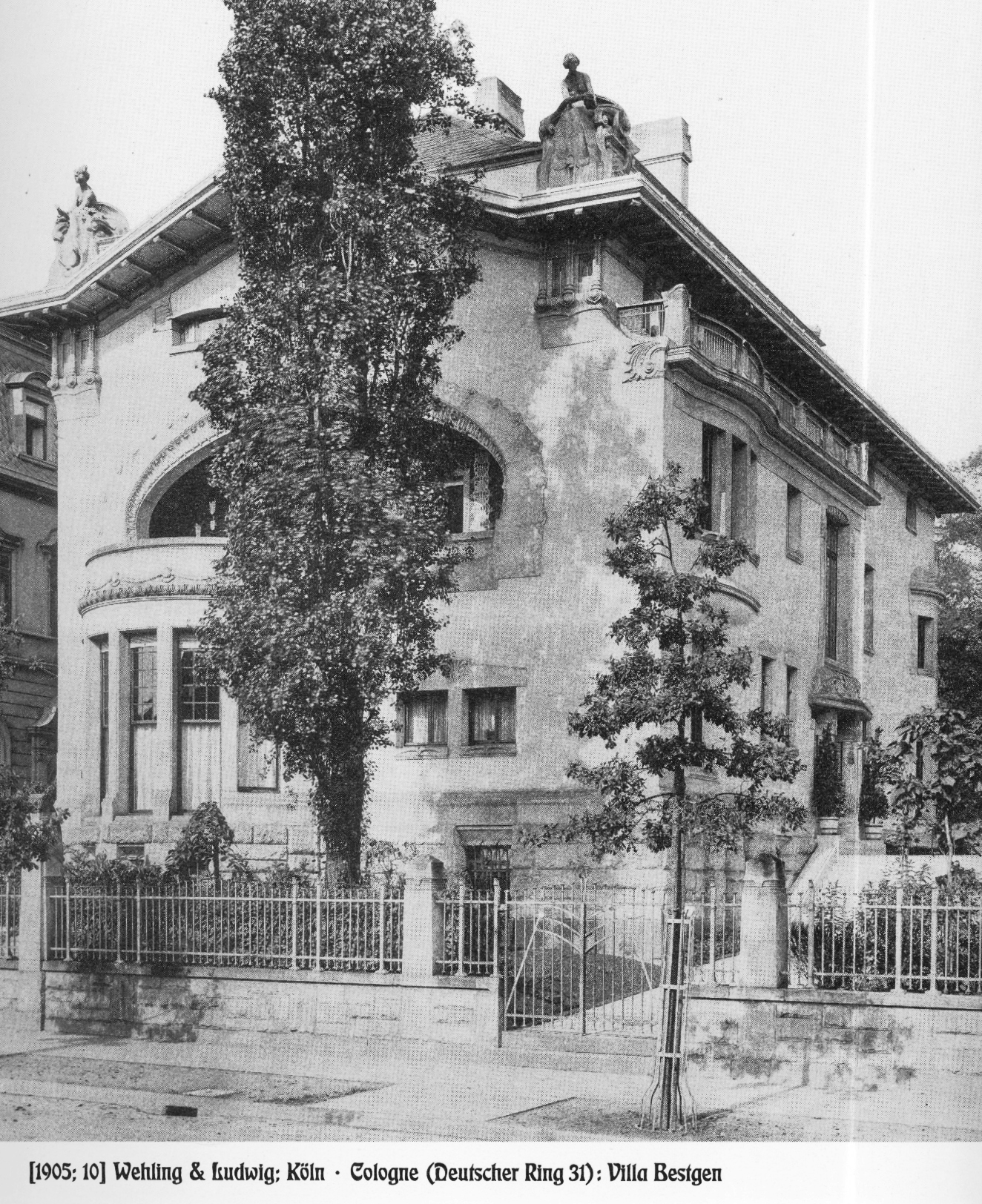
Villa Bestgen (1905)

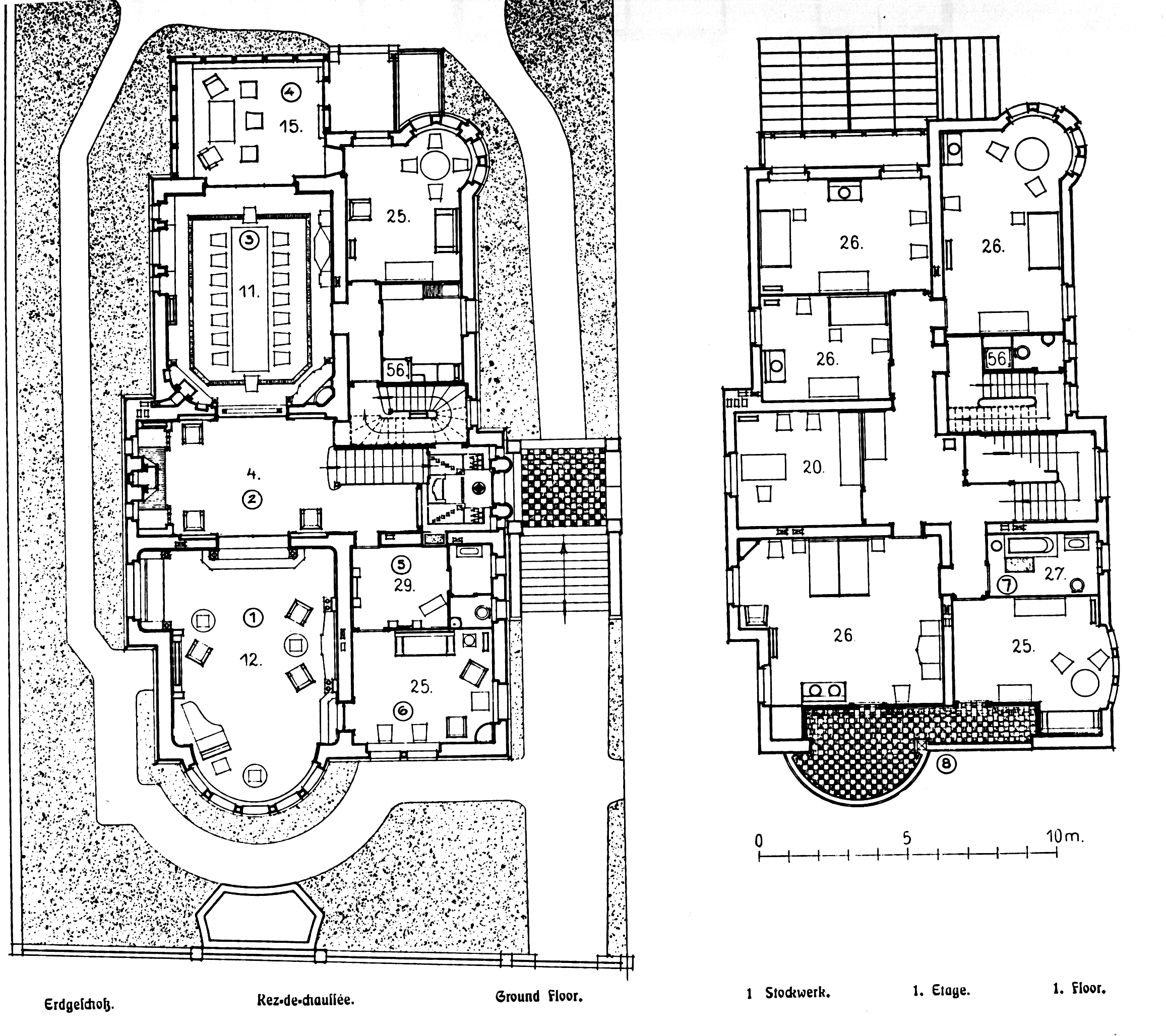
Villa Bestgen, Grundriss

Die Villa Bestgen war ein denkmalgeschütztes Gebäude in der Kölner Neustadt.

## Beschreibung
Der am Theodor-Heuss-Ring 9 gelegene Putzbau wurde zwischen September 1901 und April 1903 nach Entwürfen von Gottfried Wehling und Alois Ludwig in Formen des Jugendstils errichtet. Die Baukosten betrugen 165.000 Mark.
Ein über zwei Etagen reichender Rundbogen dominiert die Straßenfassade des Gebäudes, ein eleganter halbrunder Erdgeschoss-Vorbau springt über den Sockel aus großen Naturquadern vor. Das Sockelgeschoss ist in gelblich-grauem Sandstein gearbeitet, die Fassade darüber ist verputzt. Die Eisenteile wurden mit blauer Farbe gestrichen, die Teile in Holz in weißem Farbton gehalten. Die Säulen am Portal erhielten ein farbiges Glasmosaik. Aufgrund dieser Farbgebung wurde die Villa als ein Beispiel des „modernen Villenbaus in Deutschland“ angesehen, wo die „zunehmende Farbenfreudigkeit“ charakteristisch war.
Im Erdgeschoss befanden sich bei der Fertigstellung des Hauses ein um die Diele gruppierter Musiksalon, ein Wohnzimmer und das Speisezimmer, welches mit einem Wintergarten und dem Frühstückszimmer verbunden war. Im Obergeschoss ein Wohnzimmer, ein Arbeitszimmer, vier Schlafzimmer und das Bad.
Die Front weist im Erdgeschoss einen Standerker sowie im Obergeschoss eine breite, rundbogige Loggia auf, der Haupteingang befindet sich an der Längsseite. Die Ecken des Gebäudes schmücken von Adolf Simatschek entworfene allegorische Bauplastiken, welche die „Hüterin des häuslichen Glücks“ sowie die „Herdflamme“ darstellen.
Aufgrund der stilistischen Nähe zur Jugendstil-Architektur der Darmstädter Künstlerkolonie wurde früher auch fälschlich vermutet, dass es sich um einen Bau von Joseph Maria Olbrich handelt.